# دودلي ميليغان
دودلي ميليغان (بالإنجليزية: Dudley Milligan)‏ (7 نوفمبر 1916 في جنوب أفريقيا - 1971 في جنوب أفريقيا) هو لاعب كرة قدم جنوب أفريقي في مركز الهجوم. شارك مع منتخب أيرلندا لكرة القدم ومنتخب جنوب أفريقيا لكرة القدم. أما مع النوادي، فقد لعب مع ليسبورن ديستليري ونادي بورنموث ونادي تشيسترفيلد ونادي دوندالك ونادي لينفيلد ونادي والسول ونادي كلايد ونادي لارن ‏ ونادي بيليمينا يونايتد.

## وصلات خارجية
- دودلي ميليغان على موقع قاعدة بيانات كرة القدم.إي يو (الإنجليزية)
- دودلي ميليغان على موقع ناشيونال فوتبول تيمز (الإنجليزية)